# Egyiptom a 2016. évi nyári olimpiai játékokon
Egyiptom a brazíliai Rio de Janeiróban megrendezett 2016. évi nyári olimpiai játékok egyik részt vevő nemzete volt. Az országot az olimpián 22 sportágban 121 sportoló képviselte, akik összesen 3 érmet szereztek.

## Érmesek
| Érem  | Versenyző    | Sportág    | Versenyszám    |
| ----- | ------------ | ---------- | -------------- |
| Bronz | Mohamed Ihab | Súlyemelés | Férfi 77 kg    |
| Bronz | Sara Samir   | Súlyemelés | Női 69 kg      |
| Bronz | Hedaya Malak | Taekwondo  | Női pehelysúly |

## Asztalitenisz
Férfi
| Versenyző    | Versenyszám | Selejtező                                                     | 64-es főtábla                                              | 48-as főtábla                                              | 32-es főtábla     | Nyolcaddöntő      | Negyeddöntő       | Elődöntő          | Döntő             | Helyezés |
| Versenyző    | Versenyszám | Ellenfél Eredmény                                             | Ellenfél Eredmény                                          | Ellenfél Eredmény                                          | Ellenfél Eredmény | Ellenfél Eredmény | Ellenfél Eredmény | Ellenfél Eredmény | Ellenfél Eredmény | Helyezés |
| ------------ | ----------- | ------------------------------------------------------------- | ---------------------------------------------------------- | ---------------------------------------------------------- | ----------------- | ----------------- | ----------------- | ----------------- | ----------------- | -------- |
| Khalid Assar | Egyes       | Jianan Wang (CGO) · 9–11, 11–9, 9–11, 13–11, 4–11, 11–8, 3–11 | kiesett                                                    | kiesett                                                    | kiesett           | kiesett           | kiesett           | kiesett           | kiesett           | 65.      |
| Omar Assar   | Egyes       | erőnyerő                                                      | Brian Afanador (PUR) · 7–11, 9–11, 13–11, 11–9, 11–9, 11–4 | Lej Kou (UKR) · 5–11, 11–9, 11–13, 11–9, 11–7, 10–12, 8–11 | kiesett           | kiesett           | kiesett           | kiesett           | kiesett           | 33.      |

Női
| Versenyző                                    | Versenyszám | Selejtező                                     | 64-es főtábla                                           | 48-as főtábla     | 32-es főtábla     | Nyolcaddöntő                                                                                              | Negyeddöntő       | Elődöntő          | Döntő             | Helyezés |
| Versenyző                                    | Versenyszám | Ellenfél Eredmény                             | Ellenfél Eredmény                                       | Ellenfél Eredmény | Ellenfél Eredmény | Ellenfél Eredmény                                                                                         | Ellenfél Eredmény | Ellenfél Eredmény | Ellenfél Eredmény | Helyezés |
| -------------------------------------------- | ----------- | --------------------------------------------- | ------------------------------------------------------- | ----------------- | ----------------- | --- | ----------------- | ----------------- | ----------------- | -------- |
| Nadeen El-Dawlatly                           | Egyes       | erőnyerő                                      | Lovas Petra (HUN) · 6–11, 9–11, 7–11, 7–11              | kiesett           | kiesett           | kiesett                                                                                                   | kiesett           | kiesett           | kiesett           | 49.      |
| Dina Meshref                                 | Egyes       | Safa Saidani (TUN) · 12–10, 11–1, 13–11, 11–6 | Nanthana Khamvong (THA) · 11–7, 11–13, 7–11, 4–11, 9–11 | kiesett           | kiesett           | kiesett                                                                                                   | kiesett           | kiesett           | kiesett           | 49.      |
| Nadeen El-Dawlatly Yousra Helmy Dina Meshref | Csapat      |                                               |                                                         |                   |                   | Szingapúr (SIN) · Jü Meng-jü (Yu Mengyu) · Feng Tien-vej (Feng Tian Wei) · Csou Ji-han (Zhou Yihan) · 0–3 | kiesett           | kiesett           | kiesett           | 9.       |

## Atlétika
Férfi
| Versenyző      | Versenyszám | Előfutam | Előfutam | Előfutam | Elődöntő | Elődöntő | Elődöntő | Döntő   | Döntő    |
| Versenyző      | Versenyszám | Idő      | Hely.    | Össz.    | Idő      | Hely.    | Össz.    | Idő     | Helyezés |
| -------------- | ----------- | -------- | -------- | -------- | -------- | -------- | -------- | ------- | -------- |
| Anas Beshr     | 400 m       | kizárták | kizárták | kizárták | kiesett  | kiesett  | kiesett  | kiesett | kiesett  |
| Hamada Mohamed | 800 m       | 1:46,65  | 4.       | 16.      | 1:48,17  | 8.       | 24.      | kiesett | kiesett  |

| Versenyző              | Versenyszám   | Selejtező | Selejtező | Döntő    | Döntő    |
| Versenyző              | Versenyszám   | Eredmény  | Helyezés  | Eredmény | Helyezés |
| ---------------------- | ------------- | --------- | --------- | -------- | -------- |
| Mohamed Mahmoud Hassan | Kalapácsvetés | 69,87 m   | 26.       | kiesett  | kiesett  |

Női
| Versenyző          | Versenyszám | Előfutam | Előfutam | Előfutam | Elődöntő | Elődöntő | Elődöntő | Döntő   | Döntő    |
| Versenyző          | Versenyszám | Idő      | Hely.    | Össz.    | Idő      | Hely.    | Össz.    | Idő     | Helyezés |
| ------------------ | ----------- | -------- | -------- | -------- | -------- | -------- | -------- | ------- | -------- |
| Fatma El-Sharnouby | 800 m       | 2:21,24  | 8.       | 62.      | kiesett  | kiesett  | kiesett  | kiesett | kiesett  |

## Birkózás

### Férfi
Kötöttfogású
| Versenyző          | Versenyszám | Selejtező                         | Nyolcaddöntő                     | Negyeddöntő       | Elődöntő          | Vigaszág első kör                   | Vigaszág elődöntő | Bronz- mérkőzés   | Döntő             | Helyezés |
| Versenyző          | Versenyszám | Ellenfél Eredmény                 | Ellenfél Eredmény                | Ellenfél Eredmény | Ellenfél Eredmény | Ellenfél Eredmény                   | Ellenfél Eredmény | Ellenfél Eredmény | Ellenfél Eredmény | Helyezés |
| ------------------ | ----------- | --------------------------------- | -------------------------------- | ----------------- | ----------------- | ----------------------------------- | ----------------- | ----------------- | ----------------- | -------- |
| Haithem Mahmoud    | 59 kg       | erőnyerő                          | Yun Won-Chol (PRK) · 3–8         | kiesett           | kiesett           | kiesett                             | kiesett           | kiesett           | kiesett           | 12.      |
| Adham Saleh        | 66 kg       | erőnyerő                          | Migran Arutyunyan (ARM) · 0–9    |                   |                   | Rju Hanszu (Ryu Han-su) (KOR) · 0–5 | kiesett           | kiesett           |                   | 18.      |
| Mahmoud Fawzy      | 75 kg       | Elvin Mursaliyev (AZE) · 1–2      | kiesett                          | kiesett           | kiesett           | kiesett                             | kiesett           | kiesett           | kiesett           | 15.      |
| Ahmed Saad         | 85 kg       | erőnyerő                          | Zsan Belenyuk (UKR) · 0–9        |                   |                   | Nikolay Bayryakov (BUL) · 1–2       | kiesett           | kiesett           |                   | 14.      |
| Hamdy El-Said      | 98 kg       | erőnyerő                          | Alin Alexuc-Ciurariu (ROU) · 2–3 | kiesett           | kiesett           | kiesett                             | kiesett           | kiesett           | kiesett           | 10.      |
| Abdellatif Mohamed | 130 kg      | Olekszandr Cserneckij (UKR) · 0–9 | kiesett                          | kiesett           | kiesett           | kiesett                             | kiesett           | kiesett           | kiesett           | 17.      |

Szabadfogású
| Versenyző             | Versenyszám | Selejtező                     | Nyolcaddöntő               | Negyeddöntő       | Elődöntő          | Vigaszág első kör        | Vigaszág elődöntő | Bronz- mérkőzés   | Döntő             | Helyezés |
| Versenyző             | Versenyszám | Ellenfél Eredmény             | Ellenfél Eredmény          | Ellenfél Eredmény | Ellenfél Eredmény | Ellenfél Eredmény        | Ellenfél Eredmény | Ellenfél Eredmény | Ellenfél Eredmény | Helyezés |
| --------------------- | ----------- | ----------------------------- | -------------------------- | ----------------- | ----------------- | ------------------------ | ----------------- | ----------------- | ----------------- | -------- |
| Mohamed Zaghloul      | 86 kg       | erőnyerő                      | Pedro Ceballos (VEN) · 0–6 | kiesett           | kiesett           | kiesett                  | kiesett           | kiesett           | kiesett           | 17.      |
| Diaaeldin Kamal Gouda | 125 kg      | Radhouane Chebbi (TUN) · 11–0 | Komeil Gászemi (IRI) · 0–7 |                   |                   | Korey Jarvis (CAN) · 0–7 | kiesett           | kiesett           |                   | 9.       |

### Női
Szabadfogású
| Versenyző    | Versenyszám | Selejtező                      | Nyolcaddöntő             | Negyeddöntő                          | Elődöntő                                | Vigaszág első kör | Vigaszág elődöntő | Bronz- mérkőzés              | Döntő             | Helyezés |
| Versenyző    | Versenyszám | Ellenfél Eredmény              | Ellenfél Eredmény        | Ellenfél Eredmény                    | Ellenfél Eredmény                       | Ellenfél Eredmény | Ellenfél Eredmény | Ellenfél Eredmény            | Ellenfél Eredmény | Helyezés |
| ------------ | ----------- | ------------------------------ | ------------------------ | ------------------------------------ | --------------------------------------- | ----------------- | ----------------- | ---------------------------- | ----------------- | -------- |
| Enas Mostafa | 69 kg       | erőnyerő                       | María Acosta (VEN) · 8–2 | Gilda Oliveira (BRA) · kétvállas 5–1 | Natalja Vorobjova (RUS) · 2–4 kétvállas |                   |                   | Elmira Syzdykova (KAZ) · 4–7 |                   | 5.       |
| Samar Hamza  | 75 kg       | Jekatyerina Bukina (RUS) · 4–4 | kiesett                  | kiesett                              | kiesett                                 | kiesett           | kiesett           | kiesett                      | kiesett           | 12.      |

## Cselgáncs
Férfi
| Versenyző         | Versenyszám  | Selejtező         | 32-es főtábla                                   | Nyolcaddöntő                             | Negyeddöntő                         | Elődöntő          | Vigaszág elődöntő                       | Bronz- mérkőzés   | Döntő             | Helyezés |
| Versenyző         | Versenyszám  | Ellenfél Eredmény | Ellenfél Eredmény                               | Ellenfél Eredmény                        | Ellenfél Eredmény                   | Ellenfél Eredmény | Ellenfél Eredmény                       | Ellenfél Eredmény | Ellenfél Eredmény | Helyezés |
| ----------------- | ------------ | ----------------- | ----------------------------------------------- | ---------------------------------------- | ----------------------------------- | ----------------- | --------------------------------------- | ----------------- | ----------------- | -------- |
| Ahmed Abdelrahman | Légsúly      | erőnyerő          | Otar Bestayev (KGZ) · 000(1)–101(1)             | kiesett                                  | kiesett                             | kiesett           |                                         |                   |                   | 17.      |
| Mohamed Mohyeldin | Könnyűsúly   | erőnyerő          | Ganbaataryn Odbayar (MGL) · 001(1)–100(0)       | kiesett                                  | kiesett                             | kiesett           |                                         |                   |                   | 17.      |
| Mohamed Abdelaal  | Váltósúly    | erőnyerő          | Otgonbaataryn Uuganbaatar (MGL) · 101(0)-000(0) | Haszan Halmurzajev (RUS) · 000(2)–010(1) | kiesett                             | kiesett           |                                         |                   |                   | 9.       |
| Ramadan Darwish   | Félnehézsúly | erőnyerő          | Dominic Dugasse (SEY) · 100(0)-000(3)           | José Armenteros (CUB) · 001(3)-000(1)    | Elmar Qasımov (AZE) · 000(0)–100(0) |                   | Karl-Richard Frey (GER) · 000(1)–100(1) | kiesett           |                   | 7.       |
| Iszlám es-Sehábi  | Nehézsúly    |                   | Or Sasson (ISR) · 000(0)–100(1)                 | kiesett                                  | kiesett                             | kiesett           |                                         |                   |                   | 17.      |

## Evezés
Férfi
| Versenyző            | Versenyszám  | Előfutam | Előfutam | Vigaszág | Vigaszág | Negyeddöntő | Negyeddöntő | Elődöntő | Elődöntő | Elődöntő | Döntő | Döntő   | Döntő | Helyezés |
| Versenyző            | Versenyszám  | Idő      | Hely.    | Idő      | Hely.    | Idő         | Hely.       | Típus    | Idő      | Hely.    | Típus | Idő     | Hely. | Helyezés |
| -------------------- | ------------ | -------- | -------- | -------- | -------- | ----------- | ----------- | -------- | -------- | -------- | ----- | ------- | ----- | -------- |
| Abdelkhalek El-Banna | Egypárevezős | 7:34,05  | 3.       | erőnyerő | erőnyerő | 6:50,82     | 3.          | A/B      | 7:13,55  | 5.       | B     | 6:54,94 | 4.    | 10.      |

Női
| Versenyző  | Versenyszám  | Előfutam | Előfutam | Vigaszág | Vigaszág | Negyeddöntő | Negyeddöntő | Elődöntő | Elődöntő | Elődöntő | Döntő | Döntő   | Döntő | Helyezés |
| Versenyző  | Versenyszám  | Idő      | Hely.    | Idő      | Hely.    | Idő         | Hely.       | Típus    | Idő      | Hely.    | Típus | Idő     | Hely. | Helyezés |
| ---------- | ------------ | -------- | -------- | -------- | -------- | ----------- | ----------- | -------- | -------- | -------- | ----- | ------- | ----- | -------- |
| Nadia Negm | Egypárevezős | 9:14,55  | 3.       | erőnyerő | erőnyerő | 8:22,75     | 6.          | C/D      | 8:39,50  | 6.       | D     | 8:09,47 | 6.    | 24.      |

## Íjászat
Férfi
| Versenyző     | Versenyszám | Selejtező | Selejtező | 64-es főtábla                 | 32-es főtábla     | Nyolcaddöntő      | Negyeddöntő       | Elődöntő          | Döntő             | Helyezés |
| Versenyző     | Versenyszám | Pont      | Kiemelés  | Ellenfél Eredmény             | Ellenfél Eredmény | Ellenfél Eredmény | Ellenfél Eredmény | Ellenfél Eredmény | Ellenfél Eredmény | Helyezés |
| ------------- | ----------- | --------- | --------- | ----------------------------- | ----------------- | ----------------- | ----------------- | ----------------- | ----------------- | -------- |
| Ahmed El-Nemr | Egyéni      | 644       | 51.       | Taylor Worth (AUS)(14.) · 0-6 | kiesett           | kiesett           | kiesett           | kiesett           | kiesett           | 33.      |

Női
| Versenyző    | Versenyszám | Selejtező | Selejtező | 64-es főtábla                               | 32-es főtábla     | Nyolcaddöntő      | Negyeddöntő       | Elődöntő          | Döntő             | Helyezés |
| Versenyző    | Versenyszám | Pont      | Kiemelés  | Ellenfél Eredmény                           | Ellenfél Eredmény | Ellenfél Eredmény | Ellenfél Eredmény | Ellenfél Eredmény | Ellenfél Eredmény | Helyezés |
| ------------ | ----------- | --------- | --------- | ------------------------------------------- | ----------------- | ----------------- | ----------------- | ----------------- | ----------------- | -------- |
| Reem Mansour | Egyéni      | 596       | 56.       | Lin Si-csia (Lin Shih-chia) (TPE)(9.) · 0-6 | kiesett           | kiesett           | kiesett           | kiesett           | kiesett           | 33.      |

## Kajak-kenu

### Gyorsasági
Férfi
| Versenyző     | Versenyszám       | Előfutam | Előfutam | Előfutam | Elődöntő | Elődöntő | Elődöntő | Döntő   | Döntő   | Döntő    | Helyezés |
| Versenyző     | Versenyszám       | Idő      | Hely.    | Össz.    | Idő      | Hely.    | Össz.    | Típus   | Idő     | Helyezés | Helyezés |
| ------------- | ----------------- | -------- | -------- | -------- | -------- | -------- | -------- | ------- | ------- | -------- | -------- |
| Karim Elsayed | Kajak egyes 200 m | 37,294   | 7.       | 22.      | kiesett  | kiesett  | kiesett  | kiesett | kiesett | kiesett  | 22.      |

Női
| Versenyző      | Versenyszám       | Előfutam | Előfutam | Előfutam | Elődöntő | Elődöntő | Elődöntő | Döntő   | Döntő   | Döntő    | Helyezés |
| Versenyző      | Versenyszám       | Idő      | Hely.    | Össz.    | Idő      | Hely.    | Össz.    | Típus   | Idő     | Helyezés | Helyezés |
| -------------- | ----------------- | -------- | -------- | -------- | -------- | -------- | -------- | ------- | ------- | -------- | -------- |
| Karim Mentalla | Kajak egyes 200 m | 49,596   | 7.       | 28.      | kiesett  | kiesett  | kiesett  | kiesett | kiesett | kiesett  | 28.      |

## Kerékpározás

### Pálya-kerékpározás
Sprintversenyek
| Versenyző        | Versenyszám | Selejtező | Selejtező | 1. forduló           | Vigaszág               | Vigaszág | 2. forduló           | Vigaszág               | Vigaszág | 9–12. helyért          | 9–12. helyért | Negyeddöntő          | 5–8. helyért           | 5–8. helyért | Elődöntő             | Döntő                | Helyezés |
| Versenyző        | Versenyszám | Idő       | Hely.     | Ellenfél Győztes idő | Ellenfelek Győztes idő | Hely.    | Ellenfél Győztes idő | Ellenfelek Győztes idő | Hely.    | Ellenfelek Győztes idő | Hely.         | Ellenfél Győztes idő | Ellenfelek Győztes idő | Hely.        | Ellenfél Győztes idő | Ellenfél Győztes idő | Helyezés |
| ---------------- | ----------- | --------- | --------- | -------------------- | ---------------------- | -------- | -------------------- | ---------------------- | -------- | ---------------------- | ------------- | -------------------- | ---------------------- | ------------ | -------------------- | -------------------- | -------- |
| Ebtissam Mohamed | Női egyéni  | 12,920    | 27.       | kiesett              | kiesett                | kiesett  | kiesett              | kiesett                | kiesett  | kiesett                | kiesett       | kiesett              | kiesett                | kiesett      | kiesett              | kiesett              | 27.      |

## Kézilabda

### Férfi
| Egyiptomi férfi kézilabdacsapat-játékoskeret                                                                                 | Egyiptomi férfi kézilabdacsapat-játékoskeret                                                                         |
| --- | --- |
| - Mamdouh Abouebaid - Mohamed Amer - Eslam Eissa - Ahmed el-Ahmar - Mohamed El-Bassiouny - Yehia El-Deraa - Ibrahim El-Masry | - Karim Hendawy - Mohamed Hashem - Mahmoud Khalil - Ali Mohamed - Mohammed Ramadán - Mohammad Sanad - Mohamed Shebib |

#### Eredmények
Csoportkör
B csoport
| Hely. | Csapat              | M | Gy | D | V | G+  | G–  | Gk  | P | Továbbjutás |
| ----- | ------------------- | - | -- | - | - | --- | --- | --- | - | ----------- |
| 1.    | Németország (GER)   | 5 | 4  | 0 | 1 | 153 | 141 | +12 | 8 | Negyeddöntő |
| 2.    | Szlovénia (SLO)     | 5 | 4  | 0 | 1 | 137 | 126 | +11 | 8 | Negyeddöntő |
| 3.    | Brazília (BRA) (R)  | 5 | 2  | 1 | 2 | 141 | 150 | −9  | 5 | Negyeddöntő |
| 4.    | Lengyelország (POL) | 5 | 2  | 0 | 3 | 139 | 140 | −1  | 4 | Negyeddöntő |
| 5.    | Egyiptom (EGY)      | 5 | 1  | 1 | 3 | 129 | 143 | −14 | 3 |             |
| 6.    | Svédország (SWE)    | 5 | 1  | 0 | 4 | 132 | 131 | +1  | 2 |             |

| 2016. augusztus 7. 21:50 (02:50) | Szlovénia (SLO) | 27–26       | Egyiptom (EGY) | Future Arena, Rio de Janeiro Játékvezetők: Pálsson, Elíasson (ISL) |
| 2016. augusztus 7. 21:50 (02:50) | Janc 8          | (15–15)     | el-Ahmar 7     | Future Arena, Rio de Janeiro Játékvezetők: Pálsson, Elíasson (ISL) |
| 2016. augusztus 7. 21:50 (02:50) | 9× 3×           | Jegyzőkönyv | 5× 4× 1×       | Future Arena, Rio de Janeiro Játékvezetők: Pálsson, Elíasson (ISL) |

| 2016. augusztus 9. 19:50 (00:50) | Egyiptom (EGY) | 26–25       | Svédország (SWE) | Future Arena, Rio de Janeiro Játékvezetők: Mousaviyan, Kolahdouzan (IRI) |
| 2016. augusztus 9. 19:50 (00:50) | Sanad 7        | (12–13)     | Petersen 5       | Future Arena, Rio de Janeiro Játékvezetők: Mousaviyan, Kolahdouzan (IRI) |
| 2016. augusztus 9. 19:50 (00:50) | 7× 4×          | Jegyzőkönyv | 8× 3×            | Future Arena, Rio de Janeiro Játékvezetők: Mousaviyan, Kolahdouzan (IRI) |

| 2016. augusztus 11. 11:30 (16:30) | Lengyelország (POL) | 33–25       | Egyiptom (EGY) | Future Arena, Rio de Janeiro Játékvezetők: Santos, Fonseca (POR) |
| 2016. augusztus 11. 11:30 (16:30) | Daszek 6            | (16–10)     | Eissa 6        | Future Arena, Rio de Janeiro Játékvezetők: Santos, Fonseca (POR) |
| 2016. augusztus 11. 11:30 (16:30) | 7× 4×               | Jegyzőkönyv | 6× 3× 1×       | Future Arena, Rio de Janeiro Játékvezetők: Santos, Fonseca (POR) |

| 2016. augusztus 13. 16:40 (21:40) | Egyiptom (EGY) | 27–27       | Brazília (BRA) | Future Arena, Rio de Janeiro Játékvezetők: Lah, Sok (SLO) |
| 2016. augusztus 13. 16:40 (21:40) | el-Ahmar 9     | (15–13)     | négy játékos 4 | Future Arena, Rio de Janeiro Játékvezetők: Lah, Sok (SLO) |
| 2016. augusztus 13. 16:40 (21:40) | 7× 3×          | Jegyzőkönyv | 2× 4×          | Future Arena, Rio de Janeiro Játékvezetők: Lah, Sok (SLO) |

| 2016. augusztus 15. 11:30 (16:30) | Németország (GER) | 31–25       | Egyiptom (EGY) | Future Arena, Rio de Janeiro Játékvezetők: Hansen, Gjeding (DEN) |
| 2016. augusztus 15. 11:30 (16:30) | Gensheimer 7      | (15–12)     | Sanad 7        | Future Arena, Rio de Janeiro Játékvezetők: Hansen, Gjeding (DEN) |
| 2016. augusztus 15. 11:30 (16:30) | 9× 2×             | Jegyzőkönyv | 3× 1×          | Future Arena, Rio de Janeiro Játékvezetők: Hansen, Gjeding (DEN) |

| Csapat         | Helyezés |
| -------------- | -------- |
| Egyiptom (EGY) | 9.       |

## Lovaglás
Díjugratás
| Versenyző       | Ló     | Versenyszám | Selejtező | Selejtező | Selejtező | Selejtező | Selejtező | Selejtező | Selejtező | Selejtező | Döntő   | Döntő   | Döntő   | Végeredmény | Végeredmény |
| Versenyző       | Ló     | Versenyszám | 1. kör    | 1. kör    | 2. kör    | 2. kör    | 2. kör    | 3. kör    | 3. kör    | 3. kör    | 1. kör  | 1. kör  | 2. kör  | Végeredmény | Végeredmény |
| Versenyző       | Ló     | Versenyszám | Bünt.     | Hely.     | Bünt.     | Össz.     | Hely.     | Bünt.     | Össz.     | Hely.     | Bünt.   | Hely.   | Bünt.   | Bünt.       | Helyezés    |
| --------------- | ------ | ----------- | --------- | --------- | --------- | --------- | --------- | --------- | --------- | --------- | ------- | ------- | ------- | ----------- | ----------- |
| Karim El Zoghby | Amelia | Egyéni      | 0         | 1.        | 9         | 9         | 42.       | 9         | 18        | 40.       | kiesett | kiesett | kiesett | kiesett     | kiesett     |

## Műugrás
Férfi
| Versenyző      | Versenyszám        | Selejtező | Selejtező | Elődöntő | Elődöntő | Döntő   | Döntő    |
| Versenyző      | Versenyszám        | Pont      | Helyezés  | Pont     | Helyezés | Pont    | Helyezés |
| -------------- | ------------------ | --------- | --------- | -------- | -------- | ------- | -------- |
| Youssef Selim  | Egyéni műugrás     | 360,95    | 25.       | kiesett  | kiesett  | kiesett | kiesett  |
| Mohab El Kordy | Egyéni toronyugrás | 305,50    | 28.       | kiesett  | kiesett  | kiesett | kiesett  |

Női
| Versenyző  | Versenyszám        | Selejtező | Selejtező | Elődöntő | Elődöntő | Döntő   | Döntő    |
| Versenyző  | Versenyszám        | Pont      | Helyezés  | Pont     | Helyezés | Pont    | Helyezés |
| ---------- | ------------------ | --------- | --------- | -------- | -------- | ------- | -------- |
| Maha Amer  | Egyéni műugrás     | 238,55    | 28.       | kiesett  | kiesett  | kiesett | kiesett  |
| Maha Gouda | Egyéni toronyugrás | 276,15    | 24.       | kiesett  | kiesett  | kiesett | kiesett  |

## Ökölvívás
Férfi
| Versenyző        | Versenyszám  | Selejtező                 | Nyolcaddöntő             | Negyeddöntő                  | Elődöntő          | Döntő             | Helyezés |
| Versenyző        | Versenyszám  | Ellenfél Eredmény         | Ellenfél Eredmény        | Ellenfél Eredmény            | Ellenfél Eredmény | Ellenfél Eredmény | Helyezés |
| ---------------- | ------------ | ------------------------- | ------------------------ | ---------------------------- | ----------------- | ----------------- | -------- |
| Mahmoud Abdelaal | Könnyűsúly   | Reda Benbaziz (ALG) · 0-3 | kiesett                  | kiesett                      | kiesett           | kiesett           | 17.      |
| Walid Mohamed    | Váltósúly    | Josh Kelly (GBR) · 0-3    | kiesett                  | kiesett                      | kiesett           | kiesett           | 17.      |
| Hoszám Ábdín     | Középsúly    | Merven Clair (MRI) · 3-0  | Wilfred Seyi (CMR) · 3-0 | Misael Rodríguez (MEX) · 0-3 | kiesett           | kiesett           | 5.       |
| Abdel Orabi      | Félnehézsúly | Hrvoje Sep (CRO) · 1-2    | kiesett                  | kiesett                      | kiesett           | kiesett           | 17.      |

## Öttusa
| Versenyző      | Versenyszám | Vívás (V) | Vívás (V) | Úszás   | Úszás | Úszás | Bónusz vívás (B) | Bónusz vívás (B) | Bónusz vívás (B) | Lovaglás      | Lovaglás      | Lovaglás | Lovaglás | Futás/Lövészet | Futás/Lövészet | Futás/Lövészet | Futás/Lövészet | Összesen    | Összesen |
| Versenyző      | Versenyszám | Eredmény  | Pont      | Idő     | Pont  | Hely. | Eredmény         | Pont             | V+B Hely.        | Idő           | Hibapont      | Pont     | Hely.    | Lövőhiba       | Idő            | Pont           | Hely.          | Összes pont | Helyezés |
| -------------- | ----------- | --------- | --------- | ------- | ----- | ----- | ---------------- | ---------------- | ---------------- | ------------- | ------------- | -------- | -------- | -------------- | -------------- | -------------- | -------------- | ----------- | -------- |
| Amr el-Gezíri  | Férfi       | 18–17     | 208       | 1:55,80 | 353   | 2.    | 0–1              | 0                | 20.              | 77,23         | 9             | 291      | 10.      | 9              | 12:39,19       | 541            | 35.            | 1393        | 25.      |
| Omar El-Geziry | Férfi       | 23–12     | 238       | 2:03,62 | 330   | 15.   | 1–1              | 1                | 3.               | 75,10         | 35            | 265      | 28.      | 6              | 12:11,94       | 569            | 32.            | 1403        | 23.      |
| Haydy Adil     | Női         | 14–21     | 184       | 2:26,11 | 262   | 35.   | 0–1              | 0                | 31.              | nem ért célba | nem ért célba | 0        | 30.      | 7              | 13:24,93       | 496            | 27.            | 942         | 35.      |

## Röplabda

### Férfi
| Egyiptomi férfi röplabdacsapat-játékoskeret                                                                        | Egyiptomi férfi röplabdacsapat-játékoskeret                                                     |
| --- | ----------------------------------------------------------------------------------------------- |
| - Hossam Abdalla - Ahmed Abd en-Naím - Ahmed Abdelaal - Mamdouh Abdelrehim - Abdelhalim Abou - Asraf Abu el-Haszan | - Ahmed Afifi - Mohammed Badavi - Ahmed El-Kotb - Omar Hassan - Mohamed Masoud - Mohamed Thakil |

#### Eredmények
Csoportkör
B csoport
|       |                     | Mérkőzések | Mérkőzések | Mérkőzések | Mérkőzések | Szettek | Szettek | Szettek | Pontok | Pontok | Pontok |
| Hely. | Csapat              | M          | Gy         | V          | Pont       | Sz+     | Sz–     | SzA     | P+     | P–     | PA     |
| ----- | ------------------- | ---------- | ---------- | ---------- | ---------- | ------- | ------- | ------- | ------ | ------ | ------ |
| 1.    | Argentína (ARG)     | 5          | 4          | 1          | 12         | 12      | 4       | 3,000   | 394    | 335    | 1,176  |
| 2.    | Lengyelország (POL) | 5          | 4          | 1          | 12         | 14      | 5       | 2,800   | 447    | 389    | 1,149  |
| 3.    | Oroszország (RUS)   | 5          | 4          | 1          | 11         | 13      | 6       | 2,167   | 432    | 367    | 1,177  |
| 4.    | Irán (IRI)          | 5          | 2          | 3          | 7          | 8       | 9       | 0,889   | 389    | 392    | 0,992  |
| 5.    | Egyiptom (EGY)      | 5          | 1          | 4          | 3          | 3       | 12      | 0,250   | 286    | 362    | 0,790  |
| 6.    | Kuba (CUB)          | 5          | 0          | 5          | 0          | 1       | 15      | 0,067   | 300    | 403    | 0,744  |

| 2016. augusztus 7. 15:00 (20:00) | Lengyelország (POL)               | 3–0 | Egyiptom (EGY) | Ginásio do Maracanãzinho, Rio de Janeiro Nézőszám: 5658 Játékvezető: Juraj Mokrý (SVK), Susana Rodríguez (ESP) |
| 2016. augusztus 7. 15:00 (20:00) | (25–18, 25–20, 25–17) Jegyzőkönyv |     |                | Ginásio do Maracanãzinho, Rio de Janeiro Nézőszám: 5658 Játékvezető: Juraj Mokrý (SVK), Susana Rodríguez (ESP) |

| 2016. augusztus 9. 20:30 (1:30) | Kuba (CUB)                        | 0–3 | Egyiptom (EGY) | Ginásio do Maracanãzinho, Rio de Janeiro Nézőszám: 5016 Játékvezető: Rogerio Espicalsky (BRA), Denny Cespedes (DOM) |
| 2016. augusztus 9. 20:30 (1:30) | (22–25, 15–25, 22–25) Jegyzőkönyv |     |                | Ginásio do Maracanãzinho, Rio de Janeiro Nézőszám: 5016 Játékvezető: Rogerio Espicalsky (BRA), Denny Cespedes (DOM) |

| 2016. augusztus 11. 11:35 (16:35) | Oroszország (RUS)                | 3–0 | Egyiptom (EGY) | Ginásio do Maracanãzinho, Rio de Janeiro Nézőszám: 6665 Játékvezető: Paulo Turci (BRA), Ibrahim Al-Naama (QAT) |
| 2016. augusztus 11. 11:35 (16:35) | (25–11, 25–17, 25–9) Jegyzőkönyv |     |                | Ginásio do Maracanãzinho, Rio de Janeiro Nézőszám: 6665 Játékvezető: Paulo Turci (BRA), Ibrahim Al-Naama (QAT) |

| 2016. augusztus 13. 9:30 (14:30) | Irán (IRI)                        | 3–0 | Egyiptom (EGY) | Ginásio do Maracanãzinho, Rio de Janeiro Nézőszám: 6262 Játékvezető: Andrey Zenovich (RUS), Rogerio Espicalsky (BRA) |
| 2016. augusztus 13. 9:30 (14:30) | (28–26, 25–22, 25–16) Jegyzőkönyv |     |                | Ginásio do Maracanãzinho, Rio de Janeiro Nézőszám: 6262 Játékvezető: Andrey Zenovich (RUS), Rogerio Espicalsky (BRA) |

| 2016. augusztus 15. 9:30 (14:30) | Argentína (ARG)                   | 3–0 | Egyiptom (EGY) | Ginásio do Maracanãzinho, Rio de Janeiro Nézőszám: 8175 Játékvezető: Luis Macias (MEX), Arturo Di Giacomo (BEL) |
| 2016. augusztus 15. 9:30 (14:30) | (25–16, 25–19, 25–20) Jegyzőkönyv |     |                | Ginásio do Maracanãzinho, Rio de Janeiro Nézőszám: 8175 Játékvezető: Luis Macias (MEX), Arturo Di Giacomo (BEL) |

| Csapat         | Helyezés |
| -------------- | -------- |
| Egyiptom (EGY) | 9.       |

### Strandröplabda

#### Női
| Versenyző                   | Csoportkör | Csoportkör | 16 közé jutásért  | Nyolcaddöntő      | Negyeddöntő       | Elődöntő          | Döntő             | Helyezés |
| Versenyző                   | Ellenfél Eredmény | Hely.      | Ellenfél Eredmény | Ellenfél Eredmény | Ellenfél Eredmény | Ellenfél Eredmény | Ellenfél Eredmény | Helyezés |
| --------------------------- | --- | ---------- | ----------------- | ----------------- | ----------------- | ----------------- | ----------------- | -------- |
| Doaa Elghobashy Nada Meawad | D csoport · Németország (GER) · Laura Ludwig · Kira Walkenhorst · 12–21, 15–21 · Olaszország (ITA) · Laura Giombini · Marta Menegatti · 10–21 13–21 · Kanada (CAN) · Jamie Broder · Kristina Valjas · 12–21, 16–21 | 4.         | kiesett           | kiesett           | kiesett           | kiesett           | kiesett           | 19.      |

## Sportlövészet
Férfi
| Versenyző          | Versenyszám           | Selejtező | Selejtező | Elődöntő | Elődöntő | Döntő   | Döntő    |
| Versenyző          | Versenyszám           | Pont      | Helyezés  | Pont     | Helyezés | Pont    | Helyezés |
| ------------------ | --------------------- | --------- | --------- | -------- | -------- | ------- | -------- |
| Ahmed Shaban       | Gyorstüzelő pisztoly  | 562       | 23.       |          |          | kiesett | kiesett  |
| Ahmed Mohamed      | Légpisztoly           | 564       | 45.       |          |          | kiesett | kiesett  |
| Számi Abd er-Rázek | Légpisztoly           | 574       | 30.       |          |          | kiesett | kiesett  |
| Számi Abd er-Rázek | Szabadpisztoly        | 549       | 38.       |          |          | kiesett | kiesett  |
| Murad Darwish      | Sportpuska, fekvő     | 615,0     | 44.       |          |          | kiesett | kiesett  |
| Hamada Talat       | Légpuska              | 618,2     | 39.       |          |          | kiesett | kiesett  |
| Hamada Talat       | Sportpuska, összetett | 1151      | 41.       |          |          | kiesett | kiesett  |
| Abdel Aziz Mehelba | Trap                  | 112       | 24.       | kiesett  | kiesett  | kiesett | kiesett  |
| Ahmed Kamar        | Trap                  | 119       | 4.        | 12       | 5.       | kiesett | kiesett  |
| Franco Donato      | Skeet                 | 115       | 28.       | kiesett  | kiesett  | kiesett | kiesett  |
| Azmy Mehelba       | Skeet                 | 120       | 11.       | kiesett  | kiesett  | kiesett | kiesett  |

Női
| Versenyző                | Versenyszám   | Selejtező | Selejtező | Elődöntő | Elődöntő | Döntő   | Döntő    |
| Versenyző                | Versenyszám   | Pont      | Helyezés  | Pont     | Helyezés | Pont    | Helyezés |
| ------------------------ | ------------- | --------- | --------- | -------- | -------- | ------- | -------- |
| Afaf El-Hodhod           | Légpisztoly   | 386       | 5.        |          |          | 137,1   | 5.       |
| Afaf El-Hodhod           | Sportpisztoly | 573       | 25.       | kiesett  | kiesett  | kiesett | kiesett  |
| Sajmá Abd el-Latíf Hasád | Légpuska      | 413,2     | 27.       |          |          | kiesett | kiesett  |
| Hadir Mekhimar           | Légpuska      | 401,3     | 49.       |          |          | kiesett | kiesett  |

## Súlyemelés
Férfi
| Versenyző         | Versenyszám | Szakítás | Szakítás | Lökés                    | Lökés                    | Összesen | Helyezés |
| Versenyző         | Versenyszám | Eredmény | Helyezés | Eredmény                 | Helyezés                 | Összesen | Helyezés |
| ----------------- | ----------- | -------- | -------- | ------------------------ | ------------------------ | -------- | -------- |
| Ahmed Saad        | 62 kg       | 133      | 5.       | 161                      | 7.                       | 294      | 5.       |
| Ibrahim Abdelbaki | 77 kg       | 152      | 10.      | 186                      | 9.                       | 338      | 9.       |
| Mohamed Ihab      | 77 kg       | 165      | 5.       | 196                      | 3.                       | 361      |          |
| Ragab Abdelhay    | 94 kg       | 174      | 5.       | 213                      | 5.                       | 387      | 5.       |
| Gaber Mohamed     | 105 kg      | 173      | 12.      | 204                      | 13.                      | 377      | 12.      |
| Ahmed Mohamed     | +105 kg     | 190      | 10.      | érvényes kísérlet nélkül | érvényes kísérlet nélkül | kiesett  | kiesett  |

Női
| Versenyző      | Versenyszám | Szakítás | Szakítás | Lökés    | Lökés    | Összesen | Helyezés |
| Versenyző      | Versenyszám | Eredmény | Helyezés | Eredmény | Helyezés | Összesen | Helyezés |
| -------------- | ----------- | -------- | -------- | -------- | -------- | -------- | -------- |
| Esraa Ahmed    | 63 kg       | 100      | 6.       | 116      | 8.       | 216      | 7.       |
| Sara Samir     | 69 kg       | 112      | 3.       | 143      | 3.       | 255      |          |
| Shaimaa Khalaf | +75 kg      | 117      | 10.      | 161      | 3.       | 278      | 4.       |

## Szinkronúszás
| Versenyző | Versenyszám | Technikai gyakorlat | Technikai gyakorlat | Selejtező        | Selejtező        | Selejtező  | Selejtező  | Döntő            | Döntő            | Döntő      | Döntő      | Helyezés |
| Versenyző | Versenyszám | Technikai gyakorlat | Technikai gyakorlat | Szabad gyakorlat | Szabad gyakorlat | Összesítés | Összesítés | Szabad gyakorlat | Szabad gyakorlat | Összesítés | Összesítés | Helyezés |
| Versenyző | Versenyszám | Pont                | Hely.               | Pont             | Hely.            | Pont       | Hely.      | Pont             | Hely.            | Pont       | Hely.      | Helyezés |
| --- | ----------- | ------------------- | ------------------- | ---------------- | ---------------- | ---------- | ---------- | ---------------- | ---------------- | ---------- | ---------- | -------- |
| Samia Ahmed Dara Hassanien | Páros       | 76,5306             | 23.                 | 77,6000          | 23.              | 154,1306   | 23.        | kiesett          | kiesett          | kiesett    | kiesett    | 23.      |
| Leila Abdelmoez Samia Ahmed Nariman Aly Nour El-Ayoubi Jomana El-Maghrabi Dara Hassanien Salma Negmeldin Nada Saafan Nehal Saafan | Csapat      | 76,9838             | 7.                  |                  |                  |            |            | 78,5667          | 7.               | 155,5505   | 7.         | 7.       |

## Taekwondo
Férfi
| Versenyző     | Versenyszám | Nyolcaddöntő              | Negyeddöntő       | Elődöntő          | Vigaszág elődöntő                  | Bronz- mérkőzés   | Döntő             | Helyezés |
| Versenyző     | Versenyszám | Ellenfél Eredmény         | Ellenfél Eredmény | Ellenfél Eredmény | Ellenfél Eredmény                  | Ellenfél Eredmény | Ellenfél Eredmény | Helyezés |
| ------------- | ----------- | ------------------------- | ----------------- | ----------------- | ---------------------------------- | ----------------- | ----------------- | -------- |
| Ghofran Ahmed | Pehelysúly  | Ahmad Abugaus (JOR) · 1-9 |                   |                   | I Dehun (Lee Dae-hun) (KOR) · 6-14 | kiesett           |                   | 7.       |

Női
| Versenyző        | Versenyszám | Nyolcaddöntő              | Negyeddöntő             | Elődöntő              | Vigaszág elődöntő | Bronz- mérkőzés             | Döntő             | Helyezés |
| Versenyző        | Versenyszám | Ellenfél Eredmény         | Ellenfél Eredmény       | Ellenfél Eredmény     | Ellenfél Eredmény | Ellenfél Eredmény           | Ellenfél Eredmény | Helyezés |
| ---------------- | ----------- | ------------------------- | ----------------------- | --------------------- | ----------------- | --------------------------- | ----------------- | -------- |
| Hedaya Malak     | Pehelysúly  | Doris Patiño (COL) · 13-0 | Hamada Maju (JPN) · 3-0 | Eva Calvo (ESP) · 0-1 |                   | Raheleh Asemani (BEL) · 1-0 |                   |          |
| Seham El Sawalhy | Váltósúly   | Ruth Gbagbi (CIV) · 3-4   | kiesett                 | kiesett               |                   |                             |                   | 11.      |

## Torna
Női
| Versenyző      | Versenyszám      | Selejtező | Selejtező | Döntő    | Döntő    |
| Versenyző      | Versenyszám      | Pontszám  | Helyezés  | Pontszám | Helyezés |
| -------------- | ---------------- | --------- | --------- | -------- | -------- |
| Sírín ez-Zejni | Talaj            | 12,533    | 29.       | kiesett  | kiesett  |
| Sírín ez-Zejni | Felemás korlát   | 14,133    | 40.       | kiesett  | kiesett  |
| Sírín ez-Zejni | Gerenda          | 12,800    | 66.       | kiesett  | kiesett  |
| Sírín ez-Zejni | Egyéni összetett | 53,232    | 39.       | kiesett  | kiesett  |

## Úszás
Férfi
| Versenyző        | Versenyszám      | Előfutam | Előfutam | Előfutam | Elődöntő | Elődöntő | Elődöntő | Döntő     | Döntő    |
| Versenyző        | Versenyszám      | Idő      | Hely.    | Össz.    | Idő      | Hely.    | Össz.    | Idő       | Helyezés |
| ---------------- | ---------------- | -------- | -------- | -------- | -------- | -------- | -------- | --------- | -------- |
| Ali Khalafalla   | 50 m gyors       | 22,25    | 2.       | 23.*     | kiesett  | kiesett  | kiesett  | kiesett   | kiesett  |
| Marwan El-Kamash | 200 m gyors      | 1:47,52  | 5.       | 24.      | kiesett  | kiesett  | kiesett  | kiesett   | kiesett  |
| Marwan El-Kamash | 400 m gyors      | 3:47,43  | 1.       | 16.      |          |          |          | kiesett   | kiesett  |
| Ahmed Akram      | 400 m gyors      | 3:49,46  | 4.       | 27.      |          |          |          | kiesett   | kiesett  |
| Ahmed Akram      | 1500 m gyors     | 14:58,37 | 5.       | 11.      |          |          |          | kiesett   | kiesett  |
| Mohamed Hussein  | 200 m vegyes     | 2:02,36  | 6.       | 25.      | kiesett  | kiesett  | kiesett  | kiesett   | kiesett  |
| Marwan El-Amrawy | 10 km nyílt vízi |          |          |          |          |          |          | 1:59:17,2 | 23.      |

Női
| Versenyző    | Versenyszám      | Előfutam | Előfutam | Előfutam | Elődöntő | Elődöntő | Elődöntő | Döntő     | Döntő    |
| Versenyző    | Versenyszám      | Idő      | Hely.    | Össz.    | Idő      | Hely.    | Össz.    | Idő       | Helyezés |
| ------------ | ---------------- | -------- | -------- | -------- | -------- | -------- | -------- | --------- | -------- |
| Farida Osman | 50 m gyors       | 24,91    | 2.       | 18.**    | kiesett  | kiesett  | kiesett  | kiesett   | kiesett  |
| Farida Osman | 100 m pillangó   | 57,83    | 3.       | 11.      | 58,26    | 5.       | 11.      | kiesett   | kiesett  |
| Reem Kassem  | 10 km nyílt vízi |          |          |          |          |          |          | 2:05:19,1 | 25.      |

* - egy másik versenyzővel azonos időt ért el

** - két másik versenyzővel azonos időt ért el

## Vitorlázás
Férfi
| Versenyző   | Versenyszám | Futam | Futam | Futam | Futam | Futam | Futam | Futam | Futam | Futam | Futam | Futam   | Pontszám | Helyezés |
| Versenyző   | Versenyszám | 1     | 2     | 3     | 4     | 5     | 6     | 7     | 8     | 9     | 10    | É       | Pontszám | Helyezés |
| ----------- | ----------- | ----- | ----- | ----- | ----- | ----- | ----- | ----- | ----- | ----- | ----- | ------- | -------- | -------- |
| Ahmed Ragab | Laser       | 36    | 22    | 44    | 41    | 41    | 41    | 42    | 40    | (45)  | 42    | kiesett | 349      | 43.      |

## Vívás
Férfi
| Versenyző                                                       | Versenyszám       | Selejtező                     | 32-es főtábla                       | Nyolcaddöntő                  | Negyeddöntő                                                                                   | Elődöntő                                                                                              | Bronz- mérkőzés                                                                                                 | Döntő             | Helyezés |
| Versenyző                                                       | Versenyszám       | Ellenfél Eredmény             | Ellenfél Eredmény                   | Ellenfél Eredmény             | Ellenfél Eredmény                                                                             | Ellenfél Eredmény                                                                                     | Ellenfél Eredmény                                                                                               | Ellenfél Eredmény | Helyezés |
| --------------------------------------------------------------- | ----------------- | ----------------------------- | ----------------------------------- | ----------------------------- | --------------------------------------------------------------------------------------------- | --- | --- | ----------------- | -------- |
| Alá ed-Dín Abu el-Kászem                                        | Tőr, egyéni       | erőnyerő                      | Alexander Choupenitch (CZE) · 15-8  | Daniele Garozzo (ITA) · 13-15 | kiesett                                                                                       | kiesett                                                                                               | kiesett | kiesett           | 11.      |
| Tarek Ayad                                                      | Tőr, egyéni       | erőnyerő                      | Daniele Garozzo (ITA) · 8-15        | kiesett                       | kiesett                                                                                       | kiesett                                                                                               | kiesett | kiesett           | 25.      |
| Mohamed Essam                                                   | Tőr, egyéni       | Henrique Marques (BRA) · 15-8 | Alexander Massialas (USA) · 7-15    | kiesett                       | kiesett                                                                                       | kiesett                                                                                               | kiesett | kiesett           | 32.      |
| Ayman Fayez                                                     | Párbajtőr, egyéni | erőnyerő                      | Rubén Limardo (VEN) · 15-5          | Gauthier Grumier (FRA) · 9-15 | kiesett                                                                                       | kiesett                                                                                               | kiesett | kiesett           | 14.      |
| Mohamed Amer                                                    | Kard, egyéni      |                               | Ku Bongil (Gu Bon-gil) (KOR) · 9-15 | kiesett                       | kiesett                                                                                       | kiesett                                                                                               | kiesett | kiesett           | 31.      |
| Alá ed-Dín Abu el-Kászem Tarek Ayad Mohamed Essam Mohamed Hamza | Tőr, csapat       |                               |                                     |                               | Egyesült Államok (USA) · Miles Chamley-Watson · Alexander Massialas · Gerek Meinhardt · 37-45 | 5–8. helyért · Nagy-Britannia (GBR) · James-Andrew Davis · Laurence Halsted · Marcus Mepstead · 35-45 | 7. helyért · Brazília (BRA) · Henrique Marques · Ghislain Perrier · Fernando Scavasin · Guilherme Toldo · 45-39 |                   | 7.       |

Női
| Versenyző     | Versenyszám  | Selejtező                       | 32-es főtábla              | Nyolcaddöntő      | Negyeddöntő       | Elődöntő          | Bronz- mérkőzés   | Döntő             | Helyezés |
| Versenyző     | Versenyszám  | Ellenfél Eredmény               | Ellenfél Eredmény          | Ellenfél Eredmény | Ellenfél Eredmény | Ellenfél Eredmény | Ellenfél Eredmény | Ellenfél Eredmény | Helyezés |
| ------------- | ------------ | ------------------------------- | -------------------------- | ----------------- | ----------------- | ----------------- | ----------------- | ----------------- | -------- |
| Noura Mohamed | Tőr, egyéni  | erőnyerő                        | Ínesz Búbakri (TUN) · 4-15 | kiesett           | kiesett           | kiesett           | kiesett           | kiesett           | 25.      |
| Nada Hafez    | Kard, egyéni | Alejandra Benítez (VEN) · 11-15 | kiesett                    | kiesett           | kiesett           | kiesett           | kiesett           | kiesett           | 36.      |